# BH Tennis Open International Cup 2006
Il BH Tennis Open International Cup 2006 è stato un torneo di tennis facente parte della categoria ATP Challenger Series nell'ambito dell'ATP Challenger Series 2006. Il torneo si è giocato a Belo Horizonte in Brasile dal 31 luglio al 6 agosto 2006 su campi in cemento.

## Vincitori

### Singolare
Thiago Alves ha battuto in finale  André Sá con il punteggio di 6–3, 0–6, 6–4

### Doppio
Marcelo Melo /  André Sá hanno battuto in finale  Jean-Julien Rojer /  Marcio Torres con il punteggio di 6–1, 6–4